# Zöhrə Ağamirova
Zöhrə Ağamirova (englisch auch Zohra Aghamirova; * 8. August 2001 in Baku) ist eine aserbaidschanische  Rhythmische Sportgymnastin. Sie nahm an den um ein Jahr verschobenen Olympischen Sommerspielen 2020 in Tokio teil.

## Karriere
Bereits 2015 konnte Ağamirova bei Wettbewerben in Baku und Plowdiw, Bulgarien, erste Erfolge mit Erst- und Zweitplatzierungen erzielen. Diese konnte sie im Jahr darauf wiederholen und nahm außerdem am internationalen Wettbewerb der „Miss Valentine“ in Tartu, Estland, teil, den sie mit einer Bronzemedaille im Mehrkampf abschloss und sich für drei Finals qualifizierte. Sie gewann die Silbermedaille in der Kategorie Keulen und Bronzemedaillen mit Seil und Ball. Bei den nationalen aserbaidschanischen Juniorenmeisterschaften 2016 gewann sie die Goldmedaille im Mehrkampf. Außerdem gewann sie Gold mit dem Seil, Silber mit dem Ball und Bronze mit den Keulen. Sie nahm an den Europameisterschaften 2016 in Cholon, Israel, teil, wo sie mit ihren Teamkolleginnen Ilaha Mammadova und Veronika Hudis den 8. Platz im Teamwettbewerb belegte. In der Keulenwertung belegte sie Platz 15 und in der Ballqualifikation Platz 37.
Bei den Islamic Solidarity Games 2017, die in ihrem Heimatland Aserbaidschan ausgetragen wurden, gewann Ağamirova mit Marina Durunda und Zhala Piriyeva die Goldmedaille im Mannschaftswettbewerb. Zu ihrem WM-Debüt bei den Weltmeisterschaften 2017 in Pesaro, Italien, belegte sie in der Mehrkampf-Qualifikation den 27. Platz.
2018 nahm Ağamirova an den Europameisterschaften in Guadalajara, Spanien, teil, wo sie im Mehrkampf den 18. Platz belegte. Bei den Weltmeisterschaften 2018 in Sofia, Bulgarien, qualifizierte sie sich für das Einzel-Mehrkampffinale und belegte den 24. Platz.
Im Juni 2019 vertrat Ağamirova Aserbaidschan bei den Europaspielen 2019 in Minsk, Belarus, wo sie den achten Platz im Mehrkampf belegte. Im Juli nahm sie an der Sommer-Universiade 2019 in Neapel, Italien, teil und gewann eine Silbermedaille im Mehrkampf. Sie qualifizierte sich für alle vier Gerätefinals und gewann eine weitere Silbermedaille mit der Keule. Sie nahm an den Weltmeisterschaften 2019 in Baku, Aserbaidschan, teil, wo sie im Mehrkampffinale den 16. Platz belegte.
Bei den Olympischen Spielen 2020 belegte Ağamirova in der Qualifikationsrunde für den Einzelmehrkampf den 18. Platz.
Bei den Islamic Solidarity Games 2022 gewann sie zweimal die Goldmedaille in den Kategorien Keulen und Band sowie Silber mit dem Reifen und Bronze mit dem Ball.
2023 erhielt sie die Bronzemedaille in der Kategorie Ball bei den Europameisterschaften der Rhythmischen Sportgymnastik in Baku.